# USS Kinzer (APD-91)
USS Kinzer (APD-91) là một tàu vận chuyển cao tốc lớp Crosley, nguyên được cải biến từ chiếc DE-232, một tàu hộ tống khu trục lớp Rudderow, và đã phục vụ cùng Hải quân Hoa Kỳ trong Chiến tranh Thế giới thứ hai. Nó là chiếc tàu chiến duy nhất của Hải quân Hoa Kỳ được đặt cái tên này, theo tên  Thiếu úy Hải quân Edward Blaine Kinzer (1917-1942), người từng phục vụ cùng Liên đội Tuần tiễu VS-5 trên tàu sân bay USS Yorktown, đã tử trận trong Trận chiến biển Coral vào ngày 8 tháng 5, 1942 và được truy tặng Huân chương Chữ thập Hải quân. Nó đã phục vụ cho đến khi chiến tranh kết thúc, xuất biên chế năm 1946, rồi được chuyển cho Đài Loan và tiếp tục phục vụ cùng Hải quân Trung Hoa dân quốc như là chiếc ROCS Yu Shan (DE-32) (玉山-Ngọc Sơn) cho đến năm 1996. Con tàu sau đó được dùng trong vai trò kiểm ngư, nhưng không rõ số phận. Kinzer được tặng thưởng một Ngôi sao Chiến trận do thành tích phục vụ trong Thế Chiến II.

## Thiết kế và chế tạo
Thiết kế của lớp Crosley dựa trên việc cải biến lớp tàu hộ tống khu trục Rudderow. Cấu trúc thượng tầng con tàu được mở rộng, đồng thời tháo dỡ bớt vũ khí trang bị để lấy chỗ bố trí nơi nghỉ cho 162 binh lính được vận chuyển cùng khoảng 40 tấn trang bị. Hệ thống động lực tương tự như với các lớp Buckley và Rudderow; là kiểu động cơ turbine-điện General Electric, cung cấp điện năng cho mô-tơ điện để dẫn động hai trục chân vịt.
Dàn vũ khí được giữ lại bao gồm một khẩu pháo 5 inch (130 mm)/38 cal bố trí một phía trước mũi; ba khẩu đội pháo phòng không Bofors 40 mm nòng đôi và sáu pháo phòng không Oerlikon 20 mm; vũ khí chống ngầm gồm hai đường ray Mk. 9 để thả mìn sâu. Thủy thủ đoàn đầy đủ bao gồm 15 sĩ quan và 168 thủy thủ; và con tàu được bố trí tiện nghi để vận chuyển 12 sĩ quan cùng 150 binh lính đổ bộ.
Kinzer được đặt lườn như là chiếc DE-232 tại Xưởng hải quân Charleston ở Charleston, South Carolina vào ngày 9 tháng 9, 1943. Nó được hạ thủy vào ngày 9 tháng 12, 1943, được đỡ đầu bởi bà Charles E. Kinzer, mẹ của Thiếu úy Kinzer. Đang khi được hoàn thiện, con tàu được xếp lại lớp như một tàu vận chuyển cao tốc vào ngày 17 tháng 7, 1944, mang ký hiệu lườn mới APD-91, và nhập biên chế cùng Hải quân Hoa Kỳ vào ngày 11 tháng 11, 1944 dưới quyền chỉ huy của Hạm trưởng, Đại úy Hải quân Richard C. Young.

## Lịch sử hoạt động

### USSKinzer
Sau khi hoàn tất việc chạy thử máy huấn luyện tại khu vực Bermuda, Kinzer khởi hành từ Norfolk, Virginia vào ngày 1 tháng 1, 1945 để được điều động sang khu vực Mặt trận Thái Bình Dương, nó băng qua kênh đào Panama và đi đến San Diego, California, vào ngày 16 tháng 1. Con tàu tiếp tục hành trình khi rời San Francisco, California vào ngày 18 tháng 1 để hướng phía Tây, đi đến Trân Châu Cảng¸ Hawaii vào ngày 29 tháng 1.
Sau khi đón lên tàu binh lính thuộc tiểu đoàn trinh sát Thủy quân Lục chiến, Kinzer rời Trân Châu Cảng vào ngày 12 tháng 2 để hướng sang khu vực quần đảo Ryūkyū. Đi đến ngoài khơi Okinawa vào ngày 26 tháng 3, nó hộ tống cho các tàu đổ bộ LST cho đổ bộ lực lượng tiền trạm lên Kerama Retto. Vào ban đêm, con tàu cho đổ bộ lực lượng trinh sát Thủy quân Lục chiến lên nhiều đảo nhỏ chung quanh để thu thập thông tin tình báo về địa hình và bố trí phòng thủ của lực lượng đối phương.
Phối hợp với tàu vận chuyển cao tốc chị em Scribner (APD-122), Kinzer thực hiện nhiệm vụ đầy nguy hiểm này trong khi phải né trách các cuộc tấn công tự sát của máy bay Kamikaze đối phương. Nó tiếp tục hoạt động tại khu vực sau khi cuộc đổ bộ chính lên Okinawa diễn ra vào ngày 1 tháng 4, và kéo dài cho đến ngày 15 tháng 7, khi nó lên đường hộ tống một đoàn tàu vận tải đi sang Guam. Từ đây, nó tháp tùng để bảo vệ cho tàu sân bay hộ tống Sargent Bay (CVE-83) trong hành trình đi sang Trân Châu Cảng. Kinzer tiếp tục hành trình quay trở về vùng bờ Tây, đi đến San Pedro, California vào ngày 9 tháng 8. Sáu ngày sau, Nhật Bản chấp nhận đầu hàng giúp chấm dứt vĩnh viễn cuộc xung đột.
Sau khi hoàn tất việc đại tu, Kinzer rời San Pedro vào ngày 6 tháng 9, vận chuyển hành khách đến Trân Châu Cảng, Guam và Ulithi trước khi đi đến Manila, Luzon thuộc quần đảo Philippine vào ngày 13 tháng 10. Nó lên đường vào ngày 23 tháng 10 để đi đến Hải Phòng, Đông Dương thuộc Pháp để vận chuyển binh lính Trung Hoa Dân Quốc đi đến miền Bắc Trung Quốc. Trong giai đoạn từ ngày 7 tháng 11, 1945 đến ngày 22 tháng 4, 1946, nó tham gia điều chuyển lực lượng tại miền Bắc Trung Quốc, từng ghé đến Tần Hoàng Đảo, Thanh Đảo và Đại Cô Khẩu, Trung Quốc; Hồ Lô Đảo tại Mãn Châu; và Jinsen, Triều Tiên. Nó đảm nhiệm vai trò soái hạm cho Tư lệnh Chi hạm đội LST 15.
Rời Thanh Đảo vào ngày 25 tháng 4, 1946, Kinzer lên đường quay trở về Hoa Kỳ, đi ngang qua Guam và Trân Châu Cảng trước khi về đến San Pedro vào ngày 17 tháng 5. Con tàu được cho xuất biên chế vào ngày 18 tháng 12, 1946 và được đưa về Hạm đội Dự bị Thái Bình Dương, neo đậu tại San Diego. Sau đó nó được chuyển đến San Francisco trước khi bị rút tên khỏi danh sách Đăng bạ Hải quân vào ngày 1 tháng 3, 1965.

### ROCSYu Shan(PF-32)
Kinzer được chuyển cho Trung Hoa Dân Quốc vào ngày 21 tháng 4, 1965 trong khuôn khổ Chương trình Viện trợ Quân sự. Nó nhập biên chế cùng Hải quân Trung Hoa dân quốc như là tàu frigate ROCS Yu Shan (PF-32) (玉山-Ngọc Sơn), và được bổ sung một tháp pháo 5-inch phía đuôi tàu. Vào năm 1983, các cần trục mang xuồng đổ bộ được thay thế bằng một dàn phóng bốn nòng tên lửa đất đối không RIM-72 Sea Chaparral, một phiên bản trên hạm của kiểu tên lửa MIM-72 Chaparral. Con tàu được cho xuất biên chế vào ngày 1 tháng 7, 1996, được chuyển sang vai trò kiểm ngư và vẫn phục vụ trong vai trò này tính đến  năm 1998.

## Phần thưởng
Kinzer được tặng thưởng một Ngôi sao Chiến trận do thành tích phục vụ trong Thế Chiến II.
|  |             |  |
|  | Bronze star |  |

| Huân chương Phục vụ Trung Hoa (mở rộng) |                                                                         |                                      |
| Huân chương Phục vụ Phòng vệ Hoa Kỳ     | Huân chương Chiến dịch Châu Á-Thái Bình Dương với 1 Ngôi sao Chiến trận | Huân chương Chiến thắng Thế Chiến II |